# Hiperplasia adrenal congênita
A Hiperplasia congênita da suprarrenal constitui um grupo de disfunções metabólicas caracterizadas pelo crescimento exagerado e estimulação crônica do córtex da glândula suprarrenal devido a mutações no gene da enzima 21-hidroxilase (P450c21) em 95% dos casos da doença, resultando na produção demasiada de andrógeno ainda na vida intrauterina.
A enzima 21-hidroxilase participa da esteroidogênese catalizando o precursor 17-hidroxiprogesterona (17-OHP) em cortisol no córtex da glândula suprarrenal. A deficiência nessa enzima reduz a produção de cortisol que é responsável pelo feedback negativo sobre o eixo hipotálamo-hipófise-suprarrenal, ocorrendo secreção contínua do hormônio adrenocorticotrófico (ACTH) pela glândula hipófise e estimulação crônica do córtex da glândula suprarrenal, bem como o acúmulo de 17-OHP na zona fasciculada do córtex. Sem poder ser catalizada em cortisol, a 17-hidroxiprogesterona é desviada para a via metabólica de síntese de andrógenos, levando a uma produção excessiva e distúrbios no sexo somático e genital dos afetados se não tratada precocemente.
Em indivíduos do sexo feminino, isso causa uma masculinização da genitália externa e aumento do clitóris. Sem tratamento, além da intensificação da virilização pós-natal, as portadoras podem apresentar pelos pubianos precocemente, pilificação corporal típica do sexo masculino, ausência de menstruação e engrossamento da voz. Indivíduos do sexo masculino afetados possuem genitália externa normal e o diagnóstico pode não ser feito na primeira infância. Entretanto, o excesso de hormônio, em ambos os sexos, leva a um crescimento rápido e maturação esquelética prematura, resultando em baixa estatura.

## HAC: Perdedora de sal, clássica sem sal  e não clássica
Essa doença afeta o crescimento e desenvolvimento normais de uma criança, onde, a mutação genética vem a provocar a deficiência de enzimas que participam da síntese dos hormônios esteroides adrenais, que em geral, é determinada pela alteração do gene, localizado no cromossomo 6, onde a deficiência mais comum e responsável por grande parte dos casos de HAC, está relacionada a 21α-hidroxilase.[IS1]  É uma doença de origem genética autossômica recessivas, onde a deficiência da enzima vem a gerar algumas consequências, como: excessos dos andrógenos adrenais e a insuficiência na síntese do cortisol.
A HAC se apresenta mais comumente em três formas:
Clássico perdedora de sal – A forma mais comum, onde em recém-nascidos de genitália não foi identificada, apresenta deficiência mineralocorticoide, podendo apresentar crise adrenal nos primeiros dias de vida; E naqueles com genitália identificada como feminina, pode ocorrer virilização da genitália externa
Clássico sem sal – forma simples, onde não apresenta deficiência mineralocorticoide, os recém-nascidos do sexo masculino são frequentemente identificados em idade tardia por sinais de hiperandrogenismo e nos de sexo feminino há virilização da genitália externa.
Não clássico – forma da HAC com início tardio, 15 vezes mais frequente do que a forma clássica) de HAC[IS7] , os pacientes são em geral assintomáticos ou as manifestações se apresentam tardiamente.

## Prevalência e incidência (epidemiologia)
A incidência da HAC na sua forma clássica é descrita na literatura como sendo aproximadamente de 1 a cada 10 ou 20 mil nascimentos, variando conforme a etnia e regiões geográficas. Nas formas graves, perdedoras de sal, o diagnóstico precoce é fundamental. A incidência das formas tardias não está bem estabelecida. No Brasil, a forma perdedora de sal parece oscilar de 1 a 7.500 a 1 a 10.000 nascidos vivos. E quando levado em questão a população brasileira de pacientes com hirsutismo, a incidência variou de 7,4%, utilizando-se como critério a resposta da 17-OHP ao estímulo cm ACTH(1-24) (17), a 1,4%, quando se utilizaram critérios moleculares (18) 
A incidência é variável a depender a população. [IS2] Diante alguns estudos, as deficiências enzimáticas mais comuns na HAC são: 21-hidroxilase (CYP21A2), que responde por cerca de 95% dos casos (2); e 11-betahidroxilase (CYP11B1), encontrada em aproximadamente 5% dos casos. Entretanto, analisando a prevalência da HAC, diante o que há na literatura, pode ser aproximadamente 1/40.000, uma vez que representa cerca de 25% dos casos de hiperplasia supra-renal congénita clássica.

## Descrição clínica –
As manifestações clínicas virão a dependem de qual enzima está envolvida no caso, e qual o grau do quadro da deficiência enzimática, podendo ser total ou parcial. A gravidade também varia a depender do nível adrogênico e da expressão do receptor adrogênico. A apresentação clínica pode se expressar por excesso de andrógenos, insuficiência mineralocorticoide, insuficiência glicocorticoide, ou ainda por insuficiência de andrógenos6. [IS5] A deficiência por 21α-hidroxilase, é a mais comum, e também possui um elevado grau de gravidade, pois, pode apresentar perda de sal por deficiência dos mineralcortocóides, podendo se manifestar clinicamente com início tardio, em torno do início peri ou pós-puberal. Existe ainda um especto de manifestações relacionadas a 21α-hidroxilase que se subdividem: forma não clássica, forma clássica perdedora de sal e forma clássica não perdedora de sal.
Os sintomas da HAC podem ser manifestados ao longo do nascimento, sendo observados por um profissional, onde, em crianças do sexo feminino podem ser apresentadas: genitália ambígua, níveis variáveis de virilização e desenvolvimento vaginal anormal, e no sexo masculino podem apresentar pênis alargado. Na fase de desenvolvimento para fase adulta, podem também apresentar em alguns casos, aumento de peso, estatura abaixo do normal ou falha no crescimento. Assim como, disfunção menstrual, hirsutismo, acne, queda de cabelo com alopecia tipo androgênica, abortamento precoce e infertilidade.
Em pessoas adultas, podem vir a ocorrer o aparecimento de alguns sinais correlacionados, como: baixo nível de açúcar no sangue, desidratação, pilosidade excessiva, distúrbios do equilíbrio hidrolitico, aumento do clitóris, menstruação irregular, quantidade insuficiente de hormônio cortisol, entre outros.
Vale ressaltar que, mediante excesso de hormônios andrógenos, provocado pela HAC, a criança do sexo feminino já pode nascer com a genitália externa virilizada. Nesse caso a criança deverá receber, imediatamente, atendimento especializado. E a doença pode sofrer complicações, onde, as complicações mais comuns estão relacionadas a hipertensão arterial e a hiperglicemia. [IS7]
Para compreender melhor mediante a Hiperplasia Adrenal Congênita, é interessante entender a fisiologia e anatomia mediante a glândula envolvida, a adrenal, e se de interesse do leitor, aprofundar sobre o sistema endócrino.

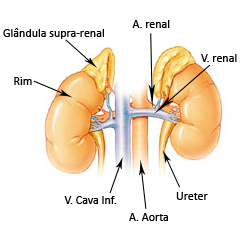
Esquema legendado que mostra a supra-renal, rim e ureter, assim como veias cava inferior e renal, e artérias aorta e renal. Imagem disponível em: Glândula suprarrenal#/media/Ficheiro:Glândula supra-renal.png

Como ilustrada na imagem.

## Testes e Diagnostico –
O diagnóstico precoce da hiperplasia adrenal congênita (HAC) é possível pela realização do exame de triagem neonatal, conhecido como teste do pezinho, este exame, é realizado no recém-nascido por volta do 3º e o 5º dia de vida, e permite avaliar a quantidade do hormônio 17-OH progesterona. Esse, tende a se acumular quando há um bloqueio na produção do hormônio cortisol, como acontece na HAC.
Quando se tem suspeitas dessa doença, é comum que os profissionais solicitem exames laboratoriais, radiografias e testes genéticos para confirmar um diagnóstico. É comum que a suspeita ocorra no nascimento ou primeira infância por parte do profissional.
É uma doença que requer um diagnóstico pertinente, para que o tratamento possa ser ágil e eficaz o quanto antes, evitando assim, possíveis complicações mais graves, pois, sua expressão clínica varia de acordo com o sexo ou com a presença (ou não) de deficiência na produção de mineralcorticóides. Em geral, pode ser levantada inicialmente a sua presença na triagem realizada durante o teste do pezinho.
Em resultado atestado como positivo, o exame constata chances da presença de HAC no bebê. A confirmação para se obter um diagnóstico poderá ser feita durante o acompanhamento clínico e após a observação e confirmação mediante resultados de exames laboratoriais.
Com um diagnóstico ágil, se torna possível o início imediato de um tratamento, o que evita a manifestação da doença e garante que a criança cresça e se desenvolva normalmente.

## Diagnóstico diferencial –
Na forma perdedora de sal, o diagnóstico diferencial da HCSR compreende a estenose hipertrófica do piloro, infecção do trato urinário, o refluxo gastroesofágico, sepse, acidose tubular renal, hipoplasia congênita das suprarrenais e intolerância a lactose. Já na forma não clássica da HCSR O diagnóstico diferencial compreende a puberdade precoce, tumor adrenal forma virilizante.

## Tratamento e prevenção -
Consiste no uso de medicamentos (corticoides, glicocorticoides, terapia hormonal) ou em tratamento invasivo (cirurgia de genitália reconstrutiva). É realizado a partir da dosagem do hormônio 17-hidroxiprogesterona ou exame genético. Diagnosticado o problema é indicado pequenas doses de dexametasona no tratamento pré-natal, a hidrocortisona (o cortisol em si) no período pós-natal e a prednisona na puberdade e na idade adulta. Há também a possibilidade de correção cirúrgica, feminilizando a genitália externa dos pacientes do sexo feminino afetados pela doença.
Infelizmente é uma doença onde não há cura, mas pode ocorrer a reposição de hormônios nos pacientes que a possui. Em pacientes com HAC leve, essa reposição ocorre somente em casos específicos./
Em alguns casos é possível a realização de correção cirúrgica, feminilizando a genitália externa dos pacientes do sexo feminino afetados pela doença para a correção de ambiguidade genital, podendo ser feita a clitoridoplastia e introitoplastia.
Na HAC de forma clássica ainda há possibilidades de tratamento relacionadas a reposição do volume intravascular, em crianças, além de administração de doses venosas, como hemisuccinato de hidrocortisona na dose de 50mg/m2 em bolus venoso, seguido da mesma dose infundida nas 24 horas subseqüentes. Há também tratamento terápico de substituição dos glicocorticoides, que visa a supressão da hipersecreção; Já nas HAC em pacientes perdedores de sal, é indicado o uso de acetato de fludrocortisona oral, essa dose pode vir a ser ajustada diante a atividade da renina, visto que a depender precisa ser diminuída, para não ocorrer o aparecimento de hipertensão arterial.
Em questão preventiva, por se tratar de uma doença hereditária, é relevante já levantar a possibilidade em casos com antecedentes familiares, assim, podendo ser realizado um tratamento ágil nos casos de HAC. A realização do teste do pezinho também é algo importante, devido possibilitar um diagnóstico precoce durante sua triagem.

## Tipo de herança, Genes envolvidos e proteínas codificadas –
A HAC, mais especificamente a HAC21OH é uma alteração genética com padrão de herança autossômico recessivo, possui expressividade variável, e vem a ser causada por várias mutações que estão presentes com alta em populações, correspondendo à metade dos casos de distúrbio de diferenciação sexual (DDS). [IS8] O padrão autossômico recessivo designa quando uma doença é induzida pelo gene recessivo, originado de cruzamento entre os progenitores de um indivíduo, e é quando uma doença vem a atingir ambos os sexos (homens e mulheres). A doença de um padrão recessivo só se manifesta se houver a existência de 2 alelos recessivos. O amplo espectro clínico da HAC se deve aos tipos de mutação no gene CYP21A2.
Os indivíduos afetados apresentam, em geral, mutações distintas em cada um dos alelos (heterozigotos compostos) e uma minoria são homozigotos para uma mutação.
A mutação genética vem a provocar a deficiência de enzimas que participam da síntese dos hormônios esteroides adrenais, E em geral, é determinada pela alteração do gene, localizado no cromossomo 6, onde a deficiência mais comum e responsável por grande parte dos casos de Hiperplasia Adrenal Congênita, está relacionada a 21α-hidroxilase. [IS10] Essa enzima vem a ser codificada pelo gene CYP21.
A produção do cortisol é importante para o feedback negativo sobre o eixo hipotálamo-hipófise-suprarrenal,esse cortisol é regulado pelo ACTH (produzido na adenohipófise),e o ACTH é estimulado pelo CRH(liberador de corticotrofina), onde, quando a produção do cortisol se encontra reduzida, ocorre a secreção contínua do hormônio adrenocorticotrófico (ACTH) pela glândula hipófise, como também a estimulação crônica do córtex da glândula suprarrenal, e o acúmulo de 17-OHP na zona fasciculada do córtex. Sem poder ser catalisada em cortisol, a 17-hidroxiprogesterona é desviada para a via metabólica de síntese de andrógenos, levando a uma produção excessiva e distúrbios no sexo somático e genital dos afetados se não tratada precocemente. Quando afeta indivíduos do sexo masculino, o diagnóstico se torna mais complexo, pelo fato de não apresentar anormalidades na genitália externa. Entretanto, o hormônio em excesso presente em ambos os sexos, leva a um crescimento acelerado e maturação esquelética prematura, resultando em baixa estatura. Contudo, quando são atingidos indivíduos do sexo feminino, causa uma espécie de masculinização da genitália externa, aumentando a estrutura conhecida como clítoris, podendo vir a apresentar pelos pubianos precocemente, ausência da menstruação, assim como, características masculinizadas na voz.
Alguns artigos mencionam que a deficiência da hidroxilidase ocorre em torno de 95% dos casos existentes de HAC. Há menções à existência de dois genes que codificam o P450c21: um ativo, CYP21, e um pseudogene CYP21P, que diferente do gene ativo, passar por várias mutações, e isso explica a não codificação de proteínas, consequentemente também o fato de ser pseudo.
Ambos, são altamente homólogos (98%), o que favorece ao emparelhamento desigual dos cromossomos homólogos durante a meiose, levando a duplicações e/ou deleções ou conversões desses genes.
Mutações no gene CYP21A2 (localizado no cromossomo 6p21.3) causam a deficiência de 21-OHase, sendo responsáveis pelas diferentes formas da doença. Já a deficiência de 17-hidroxilase, uma enzima que também pode ser relacionada a HAC, é causada por mutações no gene CYP17, que codificam uma proteína alterada, levando a deficiência total ou parcial de 17-hidroxilação e 17,20-liase ou deficiência isolada de 17,20-liase.
Em alguns laboratórios, o exame que avalia os genes ocorre em etapas, como exemplo, com composições de busca das mutações principais na população brasileira: I2G (IVS2-13A/C>G), I172N (515T>A) e V281L (841G>T).[IS12] A HAC é uma doença devida de mutação de um gene STAR, que codifica uma proteína que regula a síntese de hormonas esteroides por mediação de transferência de colesterol através da membrana mitocondrial).

O gene CYP21 codifica uma proteína com aproximadante 494 aminoácidos. Os genes se estendem sobre uma região de aproximadamente 30Kb, adjacentes e alternando com outros genes (C4A e C4B) codificam o quarto componente do complemento sérico (5,10).